# Сеславинский район
Сеславинский район — административно-территориальная единица в составе Центрально-Чернозёмной области, существовавшая в 1928—1933 годах. Центр — село Старое Сеславино.
Сеславинский район был образован в 1928 году в составе Козловского округа Центрально-Чернозёмной области. 30 июля 1930 года в связи с ликвидацией окружной системы в СССР Сеславинский район перешёл в прямое подчинение Центрально-Чернозёмной области.
1 февраля 1933 года Сеславинский район был упразднён. При этом его территория была распределена так:
- в Козловский район — Иловай-Бригадирский, Иловай-Рождественский, Ново-Спасский и Степанищевский сельсоветы
- в Раненбургский район — Иловай-Дмитриевский, Ново-Архангельский, Ново-Богоявленский, Ново-Богоявленско-Выселковский, Ново-Клёнский и Черёмушкинский с/с
- в Староюрьевский район — Никольский, Ново-Козьмодемьяновский, Ново-Сеславинский, Старо-Козьмодемьяновский, Старо-Сеславинский, Хоботец-Богоявленский и Хоботец-Васильевский с/с.